# Вукотич, Илия
Илия Вукотич (черног. Ilija Vukotić; род. 7 января 1999, Черногория) — черногорский футболист, нападающий клуба «Боавишта» и сборной Черногории. 

## Клубная карьера
Вукотич — воспитанник клубов «Ловчен» и «Грбаль». 21 марта 2015 года в матче против «Беране» он дебютировал в чемпионате Черногории в составе последнего. В этом же поединке Илия забил свой первый гол за «Грбаль». В 2017 году Вукотич подписал контракт с португальской «Бенфикой», но для получения игровой практики начал выступать за дублирующий состав. 26 ноября в матче против «Лейшойнша» он дебютировал в Сегунда лиге. Летом 2021 года Вукотич на правах аренды перешёл в «Боавишту». 23 августа в матче против «Санта-Клары» он дебютировал в Сангриш лиге. 

## Международная карьера
13 ноября 2021 года в отборочном матче чемпионата мира 2022 против сборной Нидерландов Вукотич дебютировал за сборную Черногории. В этом же поединке он забил свой первый гол за национальную команду.

### Голы за сборную Египта
| #   | Дата           | Место                              | Противник  | Счёт | Результат | Соревнование                     |
| --- | -------------- | ---------------------------------- | ---------- | ---- | --------- | -------------------------------- |
| 01. | 13 ноября 2021 | Под Горицом, Подгорица, Черногория | Нидерланды | 1:2  | 2:2       | Чемпионат мира 2022 квалификация |